# NGC 712
NGC 712 is een lensvormig sterrenstelsel in het sterrenbeeld Andromeda. Het hemelobject werd in 1828 ontdekt door de Britse astronoom John Herschel.

## Synoniemen
- PGC 6988
- UGC 1352
- MCG 6-5-35
- ZWG 522.43